# Okręg wyborczy Greenway
Okręg wyborczy Greenway (ang. Division of Greenway) – jednomandatowy okręg wyborczy do Izby Reprezentantów Australii, położony w północnej części Sydney. Powstał przed wyborami w 1984. Jego patronem jest architekt Francis Greenway. 

## Lista posłów
| okres urzędowania | poseł            | przynależność              |
| ----------------- | ---------------- | -------------------------- |
| 1984-1996         | Russ Gorman      | Australijska Partia Pracy  |
| 1996-2004         | Frank Mossfield  | Australijska Partia Pracy  |
| 2004-2010         | Louise Markus    | Liberalna Partia Australii |
| od 2010           | Michelle Rowland | Australijska Partia Pracy  |

źródło: 

## Dawne granice

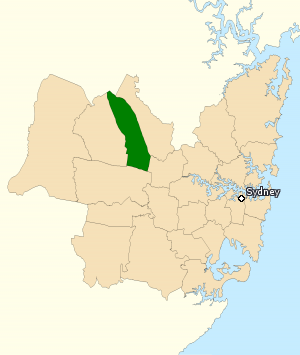
Okręg w granicach z 2010 roku